# Aciurina trilitura
Aciurina trilitura är en tvåvingeart som beskrevs av Blanc och Foote 1961. Aciurina trilitura ingår i släktet Aciurina och familjen borrflugor. Inga underarter finns listade i Catalogue of Life.